# Stypandra glauca
Stypandra glauca är en grästrädsväxtart som beskrevs av Robert Brown. Stypandra glauca ingår i släktet Stypandra och familjen grästrädsväxter. Inga underarter finns listade i Catalogue of Life.

## Bildgalleri

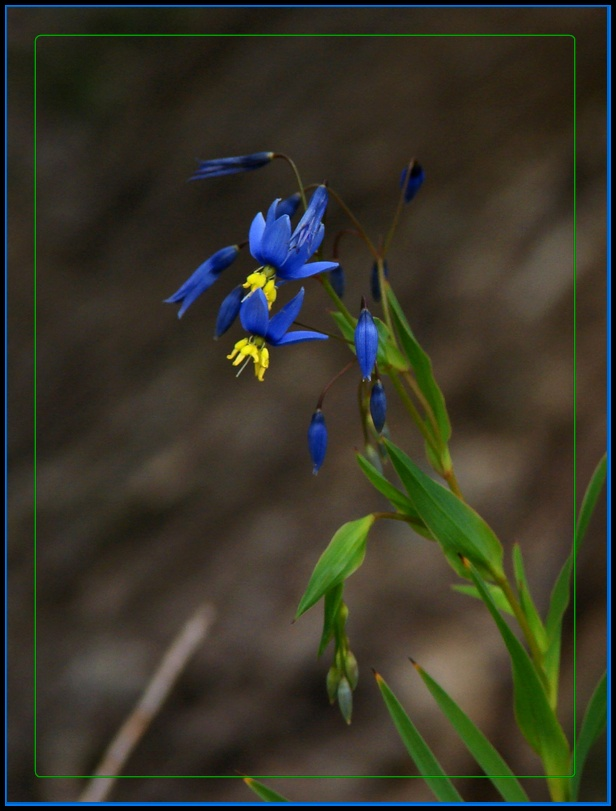
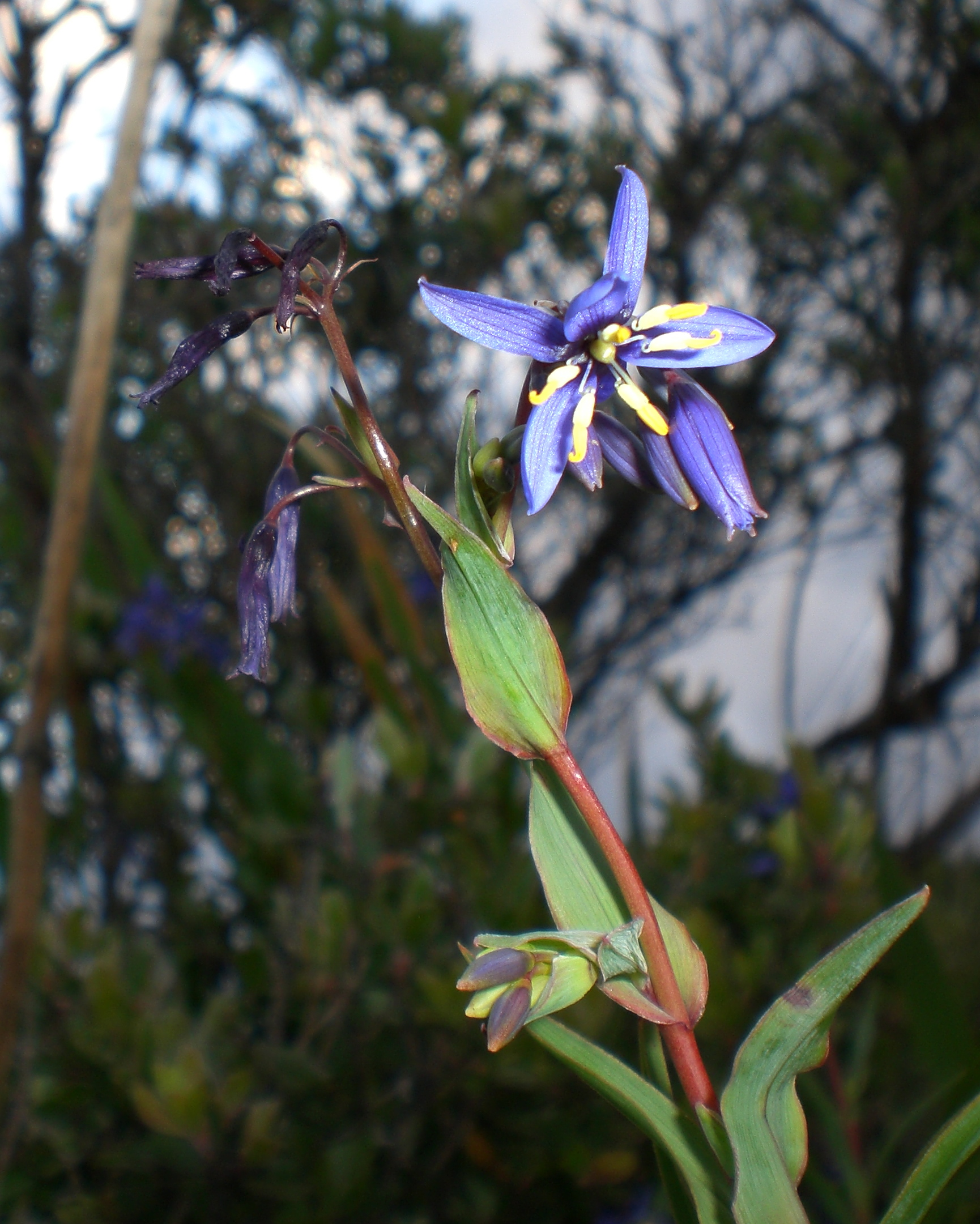